# Rijeka dubrovačka
Rijeka dubrovačka obuhvaća šire područje toka rijeke  Omble, te je najveće prigradsko naseljeno područje grada Dubrovnika. Rijeka dubrovačka obuhvaća dva gradska kotara: Komolac i Mokošica. Čine ju naseljena mjesta Čajkovići, Čajkovica, Knežica, Donje Obuljeno, Gornje Obuljeno, Komolac, Mokošica, Nova Mokošica, Petrovo Selo, Pobrežje, Prijevor, Rožat, Sustjepan i Šumet.
Obale zaljeva Rijeke dubrovačke povezuje Most dr. Franja Tuđmana. Ovo područje grada Dubrovnika prema popisu stanovništva iz 2001. godine ima 8 475 stanovnika, a prema popisu i službenim podacima DZS iz 2011. godine u naseljima ovoga područja živi 10 346 stanovnika.

## Povijest
S izvora na području Šumeta grad Dubrovnik se još u vrijeme Dubrovačke Republike, napajao vodom za piće. 
Prvi dubrovački vodovod, projektirao je i izgradio Onofrio della Cava iz Napulja, u razdoblju od 1435. do 1442. godine.
Na području Rijeke dubrovačke nalazi se veći broj ljetnikovaca iz vremena Dubrovačke Republike.
Najpoznatiji od njih - Ljetnikovac Sorkočević nalazi se u Komolcu, u sklopu marine.

## Sadržaji
Kilometar nizvodno od ušća Omble u Jadransko more smještena je ACI Marina Dubrovnik.

## Slike
- Pogled na Rijeku dubrovačku s Babinog kuka
- Ljetnikovac Sorkočević u Komolcu
- Mokošica
- Crkva sv. Stjepana u Sustjepanu
- Čajkovići
- Rožat
- Prijevor
- Most preko Rijeke dubrovačke